# Amphichaetodon howensis
Amphichaetodon howensis är en fiskart som först beskrevs av Waite, 1903.  Amphichaetodon howensis ingår i släktet Amphichaetodon och familjen Chaetodontidae. IUCN kategoriserar arten globalt som livskraftig. Inga underarter finns listade i Catalogue of Life.

## Bildgalleri

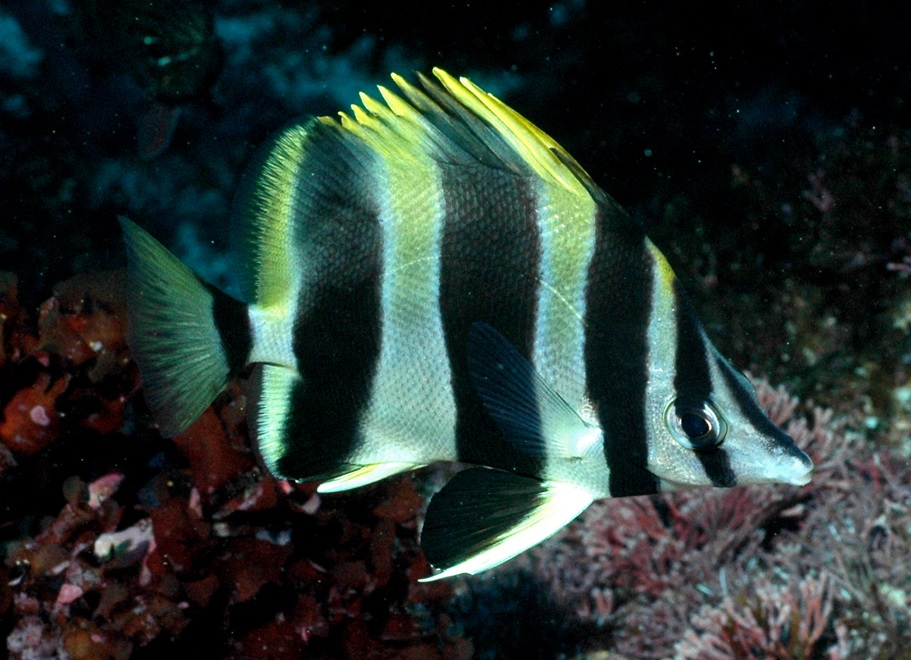